# Coloncito
Coloncito – miasto w Wenezueli, w stanie Táchira.